# Julio Cardeñosa
 (septembre 2014).
Si vous disposez d'ouvrages ou d'articles de référence ou si vous connaissez des sites web de qualité traitant du thème abordé ici, merci de compléter l'article en donnant les références utiles à sa vérifiabilité et en les liant à la section « Notes et références ».
Julio Cardeñosa Rodríguez, né le 27 octobre 1949 à Valladolid (Espagne), est un footballeur international espagnol reconverti en entraîneur. Il évolue au poste de milieu de terrain gauche. Il effectue l'essentiel de sa carrière au Betis de Séville (11 saisons).

## Biographie

### Clubs
Julio Cardeñosa se forme dans les équipes de jeunes de San Fernando, Arandina Club de Fútbol et Europa Delicias, l'équipe réserve du Real Valladolid. 
Il joue avec le Real Valladolid jusqu'en 1974, date à laquelle il est transféré au Real Betis. Il reste au Betis jusqu'en 1985. Cardeñosa est le joueur du Betis qui a joué le plus de match en première division : 306 matchs.
Cardeñosa joue au poste de milieu de terrain gauche. Il est doté d'une excellente technique et d'un bon toucher du ballon. Il est le leader du Betis qui remporte la Coupe d'Espagne en 1977 et se classe cinq fois parmi les premiers du classement en championnat.
En 1978, il est sur le point d'être recruté par le FC Barcelone.
Après avoir mis un terme à sa carrière de joueur, il devient entraîneur. Il entraîne le Betis entre 1989 et 1991. Lors de la saison 1991-1992, il entraîne Cordoue, puis l'Écija Balompié en 1994.

### Équipe nationale
Julio Cardeñosa joue à huit reprises avec l'équipe d'Espagne. 
Il débute le 30 novembre 1977 face à la Yougoslavie. Lors de ce match, il est l'auteur de la passe décisive à Rubén Cano qui permet la qualification de l'Espagne pour la Coupe du monde de 1978. Cardeñosa devient connu internationalement en manquant un but immanquable face au Brésil le 7 juin 1978 lors de la Coupe du monde. Alors que le but est vide, Cardeñosa attend trop ce qui permet au défenseur brésilien João Justino Amaral dos Santos de dégager le ballon au dernier moment.
Julio Cardeñosa participe aussi à l'Euro 1980 avec la sélection espagnole.

## Palmarès
Avec le Betis :
- Vainqueur de la Coupe d'Espagne en 1977